# BZN (Band)
BZN, ein Akronym für Band Zonder Naam (deutsch: Band ohne Namen), war eine der erfolgreichsten Popgruppen aus den Niederlanden. Sie wurde 1966 in Edam-Volendam von Jan Veerman (Gesang), Jan Tuijp (Bass), Gerrit Woestenburg, Evert Woestenburg und Cees Tol (Gitarre) gegründet.

## Geschichte
Seit ihrer Gründung veröffentlichten BZN mehr als 60 Alben. 25 davon erreichten in den Niederlanden Platinstatus.
Nach mäßigen Anfangserfolgen mit Instrumental, später mit Hardrock gelang der große Durchbruch erst im Jahr 1976 mit dem niederländischen Nummer-eins-Hit Mon amour und dem Ende 1977 veröffentlichten Album Making a Name.
Aus der Anfangsbesetzung waren nur noch Jan Tuijp und Cees Tol dabei, hinzugekommen waren Jan Keizer (zuerst Schlagzeuger, später Sänger), Thomas Tol und die Sängerin Anny Schilder. Die Besetzung änderte sich im Laufe der Jahre immer wieder, so verließ Anny Schilder die Gruppe 1983 und wurde durch Carola Smit ersetzt. 1988 kamen nach dem Abgang der Brüder Cees & Thomas Tol (selbst erfolgreich als Tol & Tol mit dem 1990er Hit Eleni) Dick Plat und Dirk van der Horst hinzu. Aufgrund einer schweren Erkrankung verließ Dirk van der Horst die Gruppe im Februar 2003; er starb im September 2004. Seine Nachfolge in der Band trat John Mayer an. Im Juni 2007 fand die „Final Tour“ statt, das Abschiedskonzert war am 16. Juni in Rotterdam.
Unter der Regie von Producer Roy Beltman kreierten sie in dieser Zeit den bis heute erfolgreichen Palingsound.

## Diskografie

### Studioalben
| Jahr | Titel                         | Höchstplatzierung, Gesamtwochen, AuszeichnungChartsChartplatzierungen (Jahr, Titel, Platzierungen, Wochen, Auszeichnungen, Anmerkungen) | Anmerkungen                              |
| Jahr | Titel                         | NL | Anmerkungen                              |
| ---- | ----------------------------- | --- | ---------------------------------------- |
| 1977 | Making A Name                 | NL3 (28 Wo.)NL |                                          |
| 1978 | You’re Welcome                | NL1 Platin · (20 Wo.)NL | Erstveröffentlichung: 2. Juni 1978       |
| 1979 | Summer Fantasy                | NL5 Platin · (28 Wo.)NL | Erstveröffentlichung: 1. Juni 1979       |
| 1980 | Green Valleys                 | NL1 Platin · (22 Wo.)NL | Erstveröffentlichung: 5. September 1980  |
| 1981 | Friends                       | NL1 (25 Wo.)NL | Erstveröffentlichung: 5. September 1981  |
| 1981 | We Wish You a Merry Christmas | NL1 (11 Wo.)NL |                                          |
| 1982 | Pictures of Moments           | NL2 Platin · (25 Wo.)NL | Erstveröffentlichung: 4. Oktober 1982    |
| 1983 | Desire                        | NL1 Platin · (35 Wo.)NL | Erstveröffentlichung: 7. Oktober 1983    |
| 1984 | Reflections                   | NL3 Platin · (38 Wo.)NL | Erstveröffentlichung: 15. Oktober 1984   |
| 1985 | Maid of the Mist              | NL1 (43 Wo.)NL | Erstveröffentlichung: 11. Oktober 1985   |
| 1985 | Christmas With BZN            | NL1 Platin · (11 Wo.)NL | Erstveröffentlichung: 6. Dezember 1985   |
| 1986 | Heartbreaker                  | NL1 Platin · (27 Wo.)NL | Erstveröffentlichung: 3. Oktober 1986    |
| 1987 | Visions                       | NL1 Platin · (40 Wo.)NL | Erstveröffentlichung: 9. Oktober 1987    |
| 1988 | Endless Dream                 | NL21 Platin · (31 Wo.)NL | Erstveröffentlichung: 10. Oktober 1988   |
| 1989 | Crystal Gazer                 | NL1 Platin · (35 Wo.)NL |                                          |
| 1989 | Bells of Christmas            | NL3 Gold · (5 Wo.)NL | Erstveröffentlichung: 27. November 1989  |
| 1990 | Horizon                       | NL2 Platin · (25 Wo.)NL | Erstveröffentlichung: 1. Oktober 1990    |
| 1991 | Congratulations               | NL3 Platin · (23 Wo.)NL |                                          |
| 1992 | Rhythm of My Heart            | NL2 Platin · (31 Wo.)NL | Erstveröffentlichung: 28. September 1992 |
| 1993 | Sweet Dreams                  | NL1 Gold · (27 Wo.)NL | Erstveröffentlichung: 22. Oktober 1993   |
| 1994 | Serenade                      | NL4 Platin · (27 Wo.)NL | Erstveröffentlichung: 3. Oktober 1994    |
| 1995 | ’Round The Fire               | NL1 Platin · (28 Wo.)NL |                                          |
| 1997 | Pearls                        | NL1 Platin · (27 Wo.)NL | Erstveröffentlichung: 29. September 1997 |
| 1999 | The Best Days of My Life      | NL11 Platin · (22 Wo.)NL | Erstveröffentlichung: 27. September 1999 |
| 2001 | Out In The Blue               | NL2 Platin · (34 Wo.)NL | Erstveröffentlichung: 19. Februar 2001   |
| 2002 | Tequila Sunset                | NL5 Gold · (16 Wo.)NL |                                          |
| 2003 | Leef je leven                 | NL6 Gold · (20 Wo.)NL | Erstveröffentlichung: 29. September 2003 |
| 2005 | Die mooie tijd                | NL5 (19 Wo.)NL |                                          |

Weitere Studioalben
- 1971: The Bastard

### Livealben
| Jahr | Titel                        | Höchstplatzierung, Gesamtwochen, AuszeichnungChartsChartplatzierungen (Jahr, Titel, Platzierungen, Wochen, Auszeichnungen, Anmerkungen) | Anmerkungen                              |
| Jahr | Titel                        | NL | Anmerkungen                              |
| ---- | ---------------------------- | --- | ---------------------------------------- |
| 1987 | Live – 20 jaar               | NL2 Platin · (32 Wo.)NL |                                          |
| 1996 | A Symphonic Night            | NL1 ×2Doppelplatin · (49 Wo.)NL | Erstveröffentlichung: 30. September 1996 |
| 1998 | A Symphonic Night II         | NL4 Gold · (18 Wo.)NL |                                          |
| 2007 | Adieu BZN – The Last Concert | NL1 (31 Wo.)NL | Erstveröffentlichung: 13. Juli 2007      |

### Kompilationen
| Jahr | Titel                                       | Höchstplatzierung, Gesamtwochen, AuszeichnungChartsChartplatzierungen (Jahr, Titel, Platzierungen, Wochen, Auszeichnungen, Anmerkungen) | Anmerkungen                              |
| Jahr | Titel                                       | NL | Anmerkungen                              |
| ---- | ------------------------------------------- | --- | ---------------------------------------- |
| 1980 | Grootste hits                               | NL1 Platin · (39 Wo.)NL | Erstveröffentlichung: 3. März 1980       |
| 1983 | 28 Golden Hits                              | NL1 Platin · (42 Wo.)NL | Erstveröffentlichung: 8. April 1983      |
| 1993 | Gold                                        | NL1 Platin · (31 Wo.)NL | Erstveröffentlichung: 12. April 1993     |
| 2000 | Gold & More                                 | NL25 (12 Wo.)NL |                                          |
| 2000 | More Gold                                   | NL86 (2 Wo.)NL | Erstveröffentlichung: 25. September 2000 |
| 2005 | Moments In Time                             | NL29 (2 Wo.)NL |                                          |
| 2005 | The Singles Collection 1965–2005            | NL6 Gold · (51 Wo.)NL | Erstveröffentlichung: 21. Oktober 2005   |
| 2008 | BZN Top 100                                 | NL11 (8 Wo.)NL |                                          |
| 2013 | 100X BZN                                    | NL88 (2 Wo.)NL |                                          |
| 2015 | Complete BZN                                | NL29 (2 Wo.)NL |                                          |
| 2015 | It Happened 50 Years Ago - De grootste hits | NL21 (8 Wo.)NL | Erstveröffentlichung: 19. Juni 2015      |
| 2016 | The Golden Years of Dutch Pop Music         | NL30 (1 Wo.)NL | Erstveröffentlichung: 5. August 2016     |

Weitere Kompilationen
- 1982: The Best of BZN
- 1984: Falling in Love
- 1995: Summer Holiday

### Singles
| Jahr | Titel Album                                  | Höchstplatzierung, Gesamtwochen, AuszeichnungChartsChartplatzierungen (Jahr, Titel, Album, Platzierungen, Wochen, Auszeichnungen, Anmerkungen) | Anmerkungen                                             |
| Jahr | Titel Album                                  | NL | Anmerkungen                                             |
| ---- | -------------------------------------------- | --- | ------------------------------------------------------- |
| 1968 | Waiting For You –                            | NL24 (8 Wo.)NL |                                                         |
| 1969 | Every Day I Have To Cry –                    | NL17 (6 Wo.)NL |                                                         |
| 1971 | Bad Bad Woman The Bastard                    | NL16 (6 Wo.)NL |                                                         |
| 1973 | Rolling Around The Band –                    | NL20 (4 Wo.)NL |                                                         |
| 1973 | Sweet Silver Anny –                          | NL16 (5 Wo.)NL |                                                         |
| 1973 | Barber’s Rock –                              | NL19 (4 Wo.)NL |                                                         |
| 1974 | Love Me Like a Lion –                        | NL23 (4 Wo.)NL |                                                         |
| 1975 | Goodbye Sue –                                | NL21 (4 Wo.)NL |                                                         |
| 1976 | Mon Amour Making A Name                      | NL1 (14 Wo.)NL |                                                         |
| 1977 | Don’t Say Goodbye Making A Name              | NL2 (10 Wo.)NL |                                                         |
| 1977 | Sevilla Making A Name                        | NL4 (13 Wo.)NL | Erstveröffentlichung: Juni 1977                         |
| 1977 | The Clown You’re Welcome!                    | NL5 (10 Wo.)NL |                                                         |
| 1978 | Lady McCorey You’re Welcome!                 | NL2 (13 Wo.)NL |                                                         |
| 1978 | Felicidad Summer Fantasy                     | NL7 (7 Wo.)NL |                                                         |
| 1979 | Oh Me Oh My Summer Fantasy                   | NL12 (8 Wo.)NL |                                                         |
| 1979 | Marching On Summer Fantasy                   | NL8 (9 Wo.)NL |                                                         |
| 1980 | Pearlydumm –                                 | NL1 (12 Wo.)NL |                                                         |
| 1980 | Rockin’ the Trolls Green Valleys             | NL4 (9 Wo.)NL | Erstveröffentlichung: 15. August 1980                   |
| 1981 | Chanson D’amour Friends                      | NL3 (11 Wo.)NL | Erstveröffentlichung: 10. April 1981                    |
| 1981 | The Old Calahan (Live) Friends               | NL4 (11 Wo.)NL |                                                         |
| 1982 | Blue Eyes Pictures Of Moments                | NL5 (9 Wo.)NL |                                                         |
| 1982 | Twilight Pictures Of Moments                 | NL5 (8 Wo.)NL |                                                         |
| 1983 | Just An Illusion –                           | NL3 (9 Wo.)NL |                                                         |
| 1983 | Le Légionnaire Desire                        | NL6 (8 Wo.)NL | Erstveröffentlichung: 16. September 1983                |
| 1984 | If I Say The Words Reflections               | NL4 (8 Wo.)NL | Erstveröffentlichung: April 1984                        |
| 1984 | La Saison Française Reflections              | NL12 (7 Wo.)NL | Erstveröffentlichung: 21. September 1984                |
| 1985 | The Summertime Maid Of The Mist              | NL6 (9 Wo.)NL | Erstveröffentlichung: 19. April 1985                    |
| 1985 | Run Away Home Maid Of The Mist               | NL15 (6 Wo.)NL | Erstveröffentlichung: 13. September 1985                |
| 1986 | Waltzing Maria (Live Recording) Heartbreaker | NL27 (5 Wo.)NL |                                                         |
| 1986 | La France Heartbreaker                       | NL12 (7 Wo.)NL |                                                         |
| 1987 | Amore Visions                                | NL6 (7 Wo.)NL | Erstveröffentlichung: 11. September 1987                |
| 1988 | La Différence Endless Dream                  | NL22 (4 Wo.)NL | Erstveröffentlichung: 8. April 1988                     |
| 1988 | La Primavera Endless Dream                   | NL17 (6 Wo.)NL | Erstveröffentlichung: 2. September 1988                 |
| 1988 | Wheels On Fire Endless Dream                 | NL23 (5 Wo.)NL | Erstveröffentlichung: 28. Oktober 1988                  |
| 1989 | El Cordobes Crystal Gazer                    | NL13 (6 Wo.)NL |                                                         |
| 1989 | If I Had Only a Chance Crystal Gazer         | NL12 (7 Wo.)NL |                                                         |
| 1990 | Help Me Horizon                              | NL14 (6 Wo.)NL | Erstveröffentlichung: 20. April 1990                    |
| 1990 | Yeppa Horizon                                | NL12 (7 Wo.)NL | Erstveröffentlichung: 17. August 1990                   |
| 1990 | Over The Hills Horizon                       | NL30 (3 Wo.)NL |                                                         |
| 1991 | It Happened 25 Years Ago Congratulations     | NL8 (8 Wo.)NL |                                                         |
| 1992 | Che Sarà Rhythm Of My Heart                  | NL10 (8 Wo.)NL |                                                         |
| 1993 | My Number One Sweet Dreams                   | NL13 (8 Wo.)NL | Erstveröffentlichung: 19. März 1993                     |
| 1993 | Desanya Sweet Dreams                         | NL19 (5 Wo.)NL | Erstveröffentlichung: 17. September 1993                |
| 1994 | Quiereme Mucho Sweet Dreams                  | NL36 (3 Wo.)NL |                                                         |
| 1994 | Banjo Man Serenade                           | NL6 (10 Wo.)NL | Erstveröffentlichung: 22. Oktober 1994                  |
| 1995 | Santo Domingo ’Round The Fire                | NL17 (4 Wo.)NL |                                                         |
| 1996 | Sing of Love And Faith A Symphonic Night     | NL19 (6 Wo.)NL | Erstveröffentlichung: 26. August 1996                   |
| 1996 | Mama A Symphonic Night                       | NL12 (7 Wo.)NL | Erstveröffentlichung: 11. November 1996 mit Jantje Smit |
| 1997 | La Spagnola A Symphonic Night                | NL31 (3 Wo.)NL |                                                         |
| 1997 | Wedding Bells Pearls                         | NL6 (7 Wo.)NL |                                                         |
| 1997 | Mother Pearls                                | NL22 (3 Wo.)NL |                                                         |
| 1998 | The Gypsy Music Pearls                       | NL29 (3 Wo.)NL | Erstveröffentlichung: 23. März 1998                     |
| 1998 | Mexican Night A Symphonic Night II           | NL19 (3 Wo.)NL |                                                         |
| 2000 | Where The Nightingales Sing Out In The Blue  | NL18 (3 Wo.)NL |                                                         |
| 2007 | Goodbye Adieu BZN - The Last Concert         | NL22 (4 Wo.)NL |                                                         |

### Videoalben
- 2005: The Singles Collection 1965–2005 (NL: Platin)
- 2007: Adieu BZN - The Final Concert (NL: Gold)

## Auszeichnungen für Musikverkäufe
Anmerkung: Auszeichnungen in Ländern aus den Charttabellen bzw. Chartboxen sind in ebendiesen zu finden.
| Land/RegionAuszeichnungen für Musikverkäufe (Land/Region, Auszeichnungen, Verkäufe, Quellen) | Gold     | Platin       | Verkäufe  | Quellen |
| -------------------------------------------------------------------------------------------- | -------- | ------------ | --------- | ------- |
| Niederlande (NVPI)                                                                           | 7× Gold7 | 26× Platin26 | 2.850.000 | nvpi.nl |
| Insgesamt                                                                                    | 7× Gold7 | 26× Platin26 |           |         |